# جغد سرخ
جغد سرخ (نام علمی: Tyto soumagnei)یک گونه از سرده جغدهای انبار است.